# Waldemar Kluch
Waldemar Kluch (* 15. August 1958 in Alexejewka) ist ein deutscher Unternehmer und Boxpromoter.

## Leben
Kluch wurde in Kasachstan geboren, 1971 kam er nach Hamburg. Er war aktiv in den Kampfsportarten Karate und Judo tätig, beruflich wurde er als Betreiber von Spielhallen und -automaten in Hamburg, Schleswig-Holstein und Niedersachsen tätig. 1989 gründete er das Unternehmen DIMA-Sportpromotion, mit dem er insbesondere Sportler aus Osteuropa betreute, darunter die Tennisspieler Jewgeni Kafelnikow und Andrej Medwedjew. Kluch vermarktete ebenfalls die ukrainische Davis-Cup-Mannschaft. Er betrieb zudem in Hamburg-Lohbrügge das DIMA-Sportcenter und war Veranstalter des dort ausgerichteten internationalen ATP-Tennisturniers.
Kluch übernahm im Sommer 2011 von Klaus-Peter Kohl den Boxstall Universum Box-Promotion. Die Kaufsumme betrug angeblich 1,5 Millionen Euro. Im Rahmen der Vorstellung gab Kluch, der als Vertreter einer Investorengruppe aus Russland und China auftrat, das Ziel aus, „in jeder Gewichtsklasse einen Weltmeister zu haben“. Ebenfalls wurde bekannt gegeben, das Universum-Trainingszentrum vom bisherigen Standort in Hamburg-Wandsbek ins DIMA-Sportcenter nach Hamburg-Lohbrügge zu verlegen. Kohl und Kluch hatten bereits in der Vergangenheit Geschäfte miteinander gemacht, als Kluch Kohl Spielhallen abkaufte. Ende August 2012 berichtete Kohl laut Bild, Kluch habe nach wie vor 80 Prozent der für den Universum-Verkauf vereinbarten Summe nicht bezahlt. Kohl beantragte über seinen Anwalt die Zwangsversteigerung von Kluchs DIMA-Sportcenters, um sein Geld zu erhalten.
Im November 2012 teilte Kluch mit, für Universum Box-Promotion einen Insolvenzantrag gestellt zu haben. Die Boxer Sebastian Zbik, Zsolt Erdei, der Boxpromoter Erol Ceylan und andere Personen warfen Universum vor, das Unternehmen schulde ihnen noch Geld. Im April 2013 kam es zwischen Kohl und Kluch zu einer Einigung, die Zwangsversteigerung des DIMA-Sportcenters war damit vom Tisch.
Im Mai 2013 wurde Kluch festgenommen, da dringender Tatverdacht (Ermittlungen wegen Verdacht auf räuberische Erpressung sowie versuchte Nötigung in drei Fällen) bestand. Im März 2014 stellten Kluchs Anwälte Strafanzeige gegen Klaus-Peter Kohl wegen Betrug. Sie hatten den Verdacht geäußert, dass Universum bereits vor dem Verkauf an Kluch verschuldet gewesen sei.
Anfang September 2014 wurde Kluch vom Hamburger Landgericht „wegen räuberischer Erpressung in Tateinheit mit versuchter und vollendeter Nötigung sowie versuchten Betrugs“ zu drei Jahren Haft verurteilt. Er soll per Kurznachricht Morddrohungen an Klaus-Peter Kohl sowie zwei weitere Geschäftspartner geschickt haben. Kluch beteuerte seine Unschuld. Die Verteidigung legte Einspruch gegen das Urteil ein, nach einer Haftbeschwerde wurde Kluch im Februar 2015 vorerst aus der Haft entlassen.
Kluchs DIMA-Sportcenter wurde später für 7,5 Millionen Euro von der Stadt Hamburg gekauft, um auf dem dortigen Gelände eine Flüchtlingsunterkunft zu errichten. In Folge des russischen Überfalls auf die Ukraine im Februar 2022 wurde Kluch in der Flüchtlingshilfe tätig.